# Bathypolypus arcticus
Bathypolypus arcticus är en bläckfiskart som först beskrevs av Ferdinand Victor Alphons Prosch 1847.  Bathypolypus arcticus ingår i släktet Bathypolypus och familjen Octopodidae. Arten är reproducerande i Sverige. Det svenska namnet rutkrake används för arten.
Denna bläckfisk registrerades i Barents hav, i Karahavet, i havet öster och väster om Grönland, i Atlanten vid norra Island samt vid Färöarna. I norra delen av utbredningsområdet når den vanligen ett djup av 100 meter. Längre söderut lever den 400 till 1200 meter under havsytan. Såvida känd är arten vanligast ovanför mjuk havsbotten. Troligtvis besöker den även klippig havsbotten. En annan art av samma släkte (Bathypolypus bairdii) lägger sina ägg på fast grund. Antagligen har Bathypolypus arcticus samma beteende.
Fiske på arten förekommer inte men den hamnar ibland som bifångst i fiskenät. Utbredningsområdet är stort och därför listas arten av IUCN som livskraftig (LC).

## Underarter
Arten delas in i följande underarter:
- B. a. proschi
- B. a. arcticus

## Bildgalleri

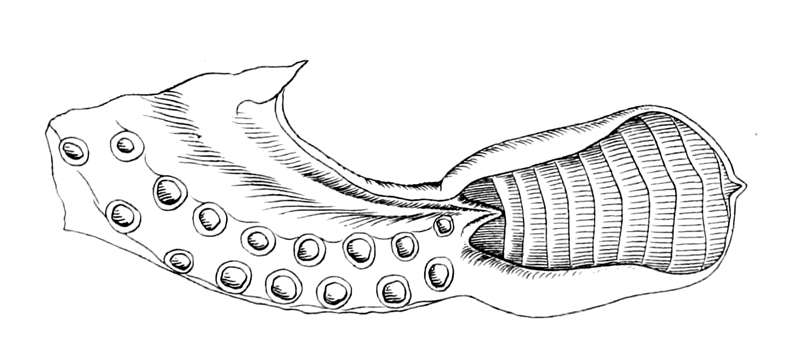
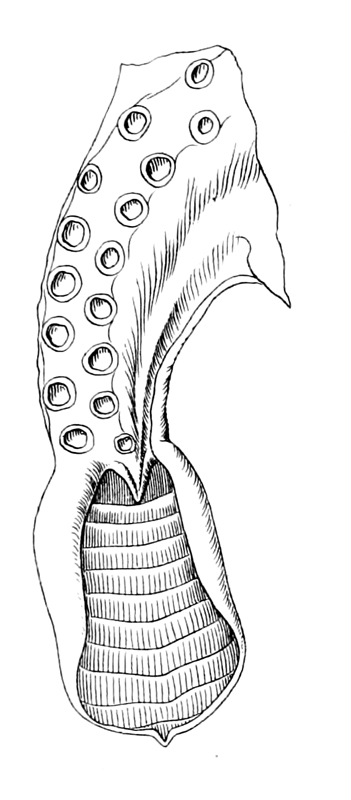
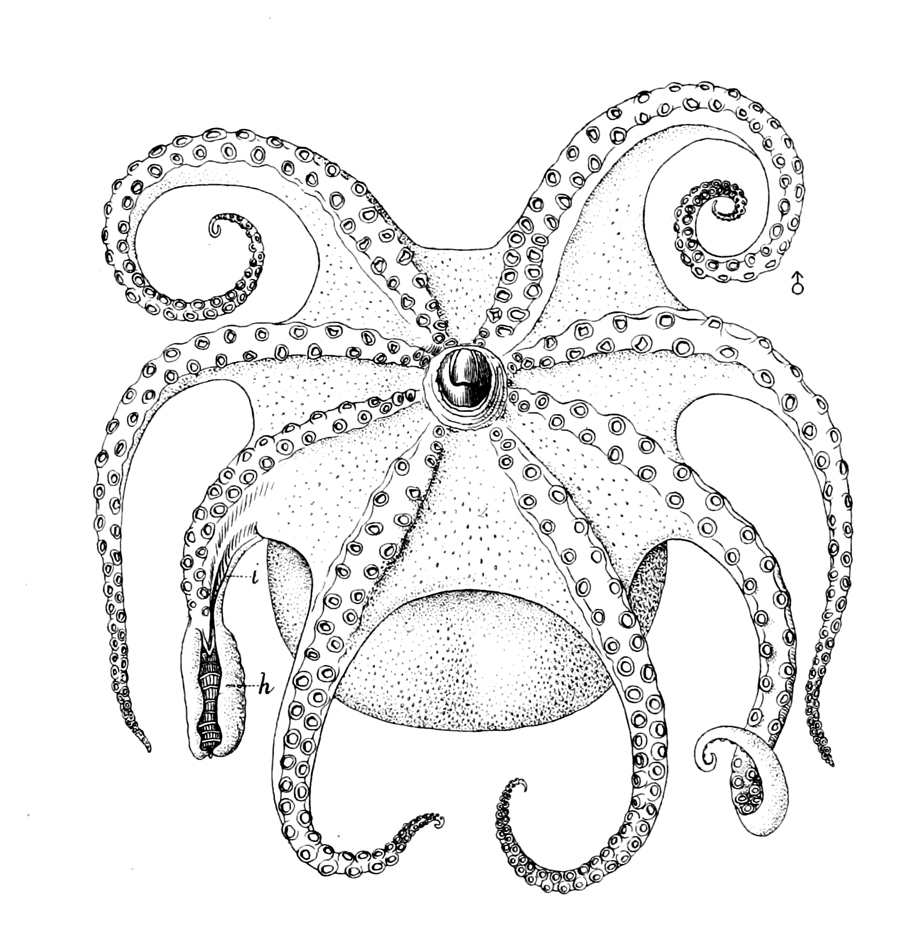
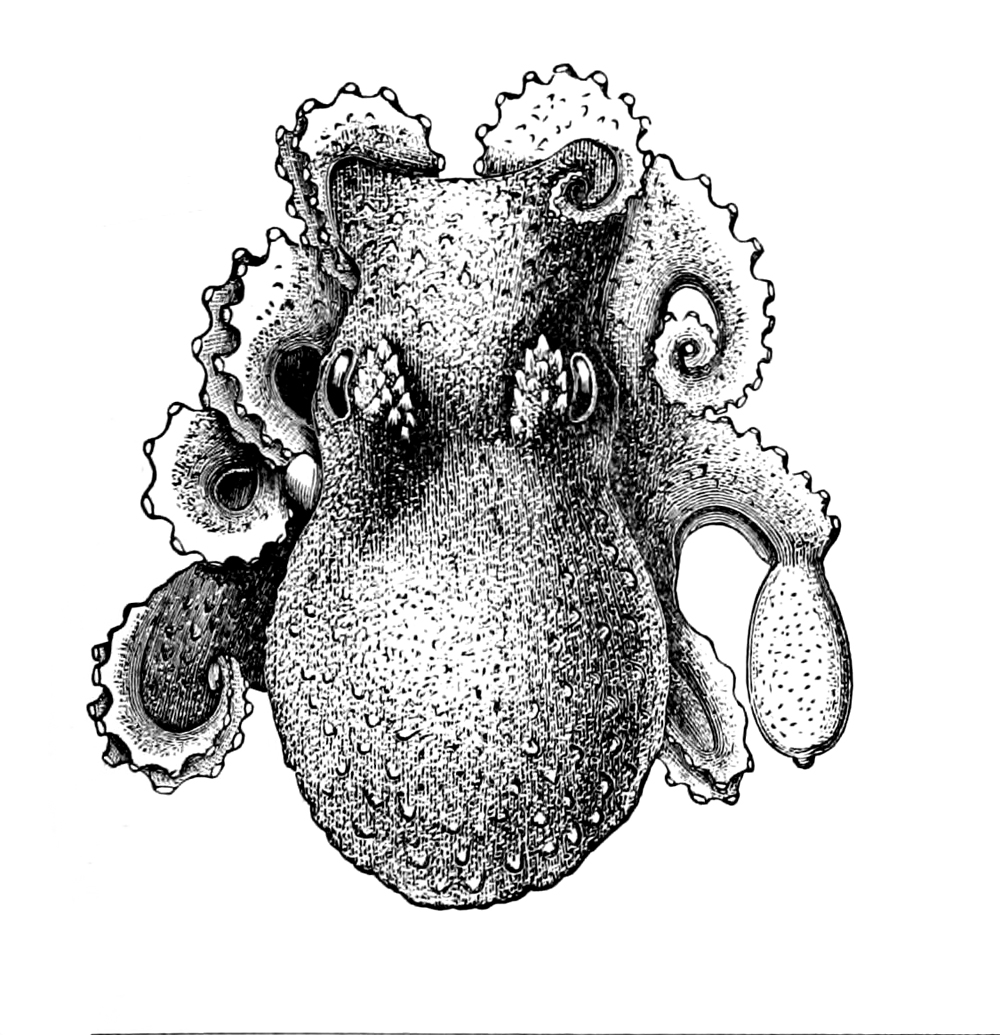
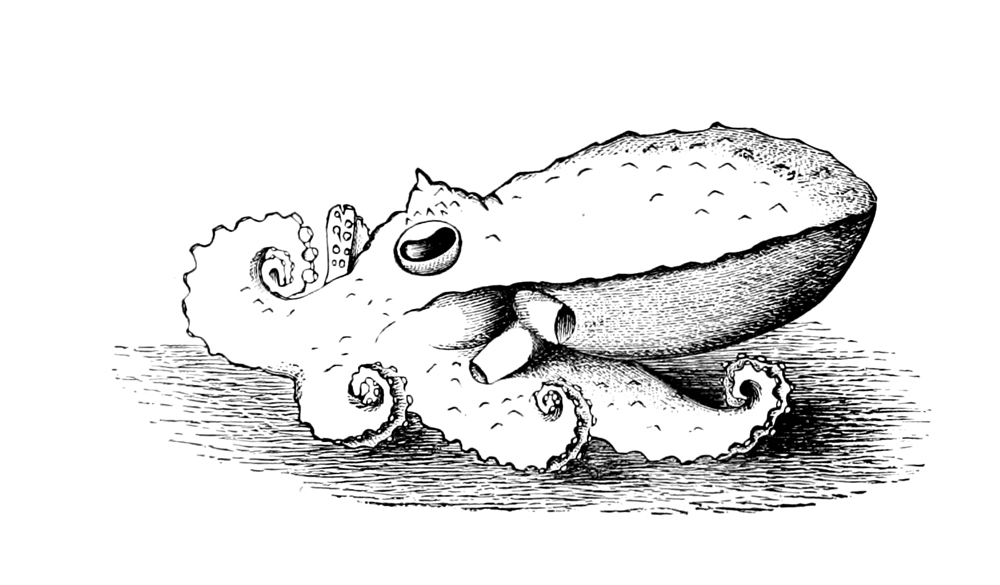
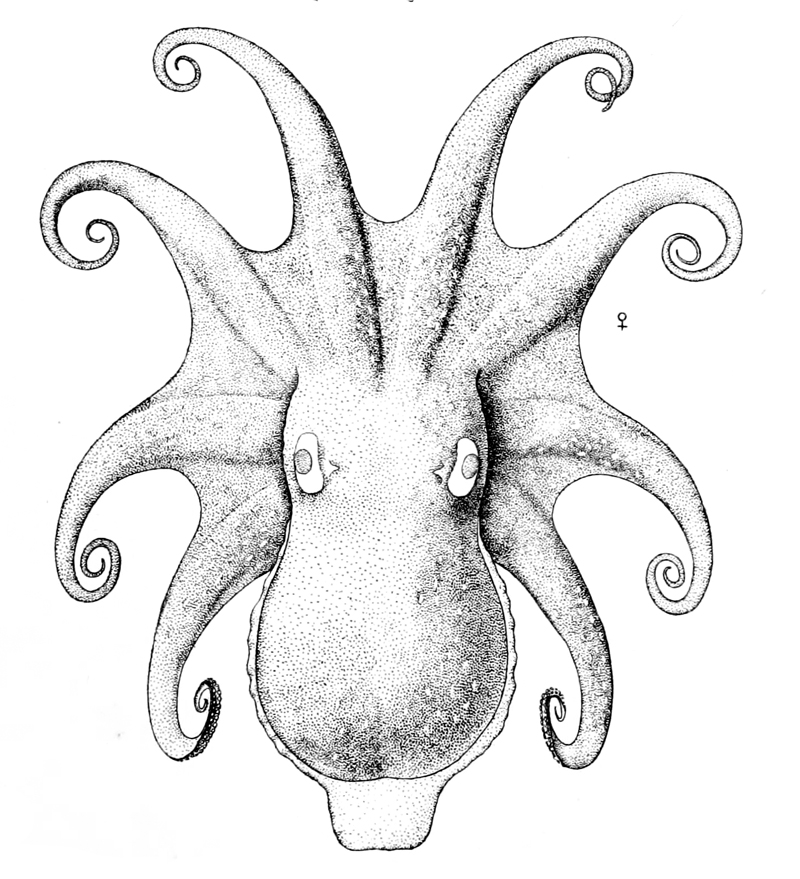